# Waterloo metróállomás
A Waterloo a londoni metró egyik állomása az 1-es zónában, a Bakerloo line, a Jubilee line, a Northern line és a Waterloo & City line érinti.

## Története
1898. augusztus 8-án a Waterloo & City line részeként nyitották meg. 1906-ban a mai Bakerloo line, 1926-ban pedig a Northern line megállóját adták át. 1999. szeptember 24-től a Jubilee line egyik állomása is itt található.

## Forgalom
| Járat | Útvonal | Gyakoriság     |
| ----- | --- | -------------- |
|       | Harrow & Wealdstone – Kenton – South Kenton – North Wembley – Wembley Central – Stonebridge Park – Harlesden – Willesden Junction – Kensal Green – Queen’s Park – Kilburn Park – Maida Vale – Warwick Avenue – Paddington – Edgware Road – Marylebone – Baker Street – Regent’s Park – Oxford Circus – Piccadilly Circus – Charing Cross – Embankment – Waterloo – Lambeth North – Elephant & Castle | 3 percenként   |
|       | Stanmore – Canons Park – Queensbury – Kingsbury – Wembley Park – Neasden – Dollis Hill – Willesden Green – Kilburn – West Hampstead – Finchley Road – Swiss Cottage – St. John’s Wood – Baker Street – Bond Street – Green Park – Westminster – Waterloo – Southwark – London Bridge – Bermondsey – Canada Water – Canary Wharf – North Greenwich – Canning Town – West Ham – Stratford              | 2-4 percenként |
|       | (High Barnet és Edgware felől –) Camden Town – Mornington Crescent – Euston – Warren Street – Goodge Street – Tottenham Court Road – Leicester Square – Charing Cross – Embankment – Waterloo – Kennington (– néha tovább Morden felé) | 3 percenként   |
|       | Waterloo – Bank | 3-6 percenként |

## Átszállási kapcsolatok
| Állomás  | Átszállási kapcsolatok                                                                                   |
| -------- | --- |
| Waterloo | National Rail (London Waterloo pályaudvar és Waterloo-East vasútállomás) Helyi buszok (Waterloo Station) |

## Fordítás
- Ez a szócikk részben vagy egészben  a   Waterloo tube station című angol Wikipédia-szócikk fordításán alapul.  Az eredeti cikk szerkesztőit annak laptörténete sorolja fel. Ez a jelzés csupán a megfogalmazás eredetét és a szerzői jogokat jelzi, nem szolgál a cikkben szereplő információk forrásmegjelöléseként.